# Battitore

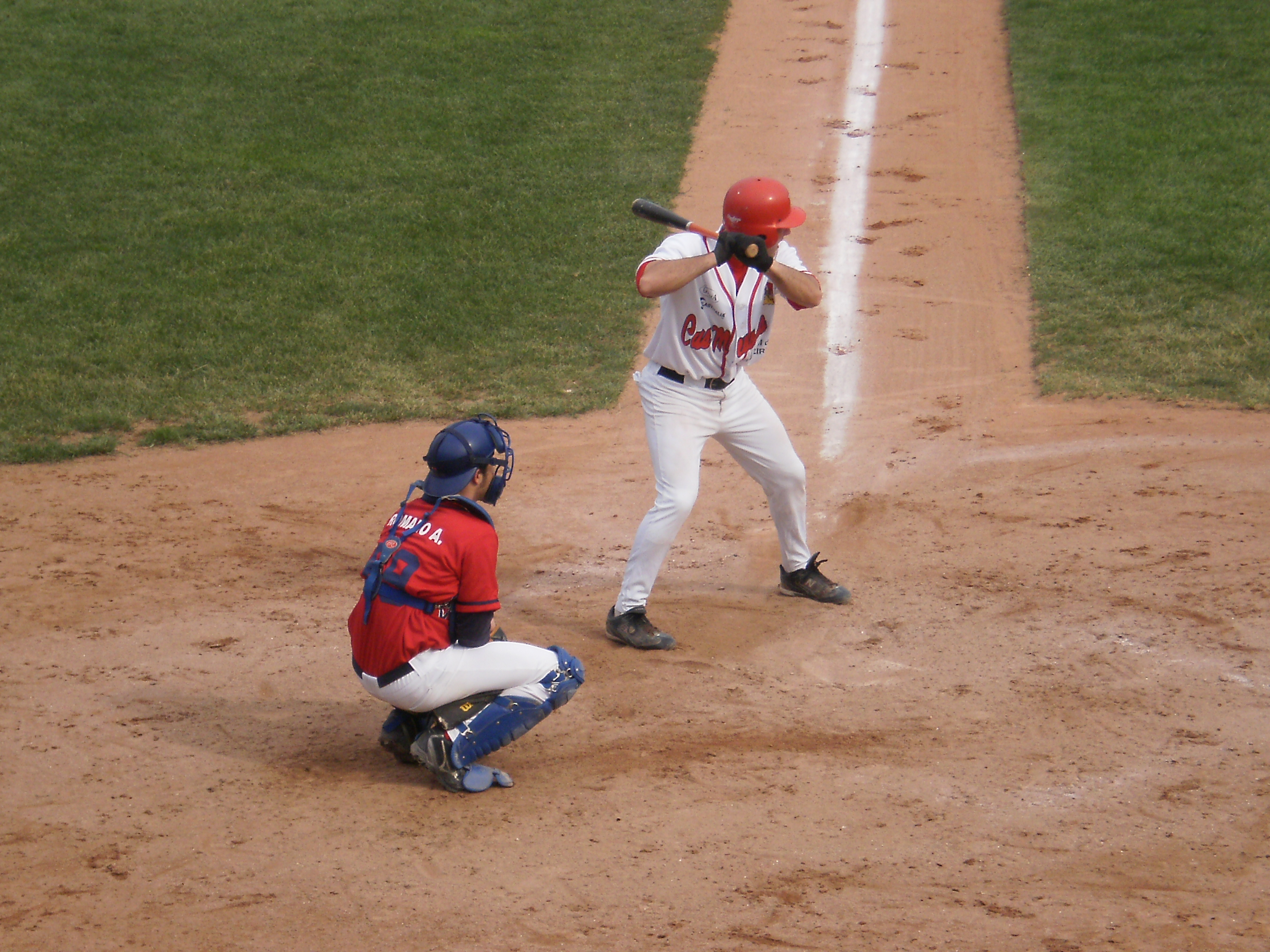
Un battitore ed un ricevitore in una fase di gioco

Il battitore (batter in lingua inglese), è un ruolo offensivo del baseball e del softball, ricoperto dal giocatore della squadra in attacco che prende posto nel box di battuta.
La sequenza con cui i giocatori della squadra in attacco si presentano al box di battuta è stabilita dall'ordine di battuta, che deve essere seguito per tutta la partita, salvo sostituzioni. Quando arriva il proprio turno alla battuta, il giocatore deve posizionarsi nel box apposito con entrambi i piedi ed affrontare i lanci del lanciatore avversario.
Il turno di battuta si può concludere in due modi: o il battitore viene eliminato, o diventa corridore.